# Två pappor för mycket
Två pappor för mycket (engelska: Fathers' Day) är en amerikansk långfilm från 1997 i regi av Ivan Reitman, med Robin Williams, Billy Crystal, Julia Louis-Dreyfus och Nastassja Kinski i rollerna. Filmen är en nyinspelning av den franska filmen Les Compères från 1983.

## Handling
Jack Lawrence (Billy Crystal) är en advokat som en dag besöks av en ex-flickvän som berättar att han är far till hennes barn. Det Jack inte vet är att kvinnan sagt samma samma sak till den neurotiska och självmordsbenägna författaren Dale Putley (Robin Williams). Männen träffas en dag och inser vad som har hänt. De försöker nu hitta sin son och reda ut vem som är den rikiga pappan.

## Rollista
| Robin Williams      | – Dale Putley        |
| Billy Crystal       | – Jack Lawrence      |
| Julia Louis-Dreyfus | – Carrie Lawrence    |
| Nastassja Kinski    | – Collette Andrews   |
| Charlie Hofheimer   | – Scott Andrews      |
| Bruce Greenwood     | – Bob Andrews        |
| Dennis Burkley      | – Calvin the Trucker |
| Haylie Johnson      | – Nikki Trainor      |
| Charles Rocket      | – Russ Trainor       |
| Patti D'Arbanville  | – Shirley Trainor    |
| Jared Harris        | – Lee                |
| Louis Lombardi      | – Matt               |

## Utmärkelser
- Razzies[2]
  - Nominerad: Sämsta kvinnliga biroll: Julia Louis-Dreyfus.

## Mottagande
Filmen fick ett dåligt mottagande av kritiker, efter 32 recensioner är endast 19% positiva på webbsidan Rotten Tomatoes.